# إشتفان بانك
إشتفان بانك (بالمجرية: Bank István) هو لاعب كرة قدم مجري، ولد في 14 أبريل 1984 في كابوشفار في المجر. شارك مع منتخب المجر تحت 21 سنة لكرة القدم. أما مع النوادي، فقد لعب مع غيور تورنا أوزتالي.

## وصلات خارجية
- إشتفان بانك على موقع اتحاد المجر (الهنغارية)
- إشتفان بانك على موقع قاعدة بيانات كرة القدم.إي يو (الإنجليزية)
- إشتفان بانك على موقع Soccerway.com (الإنجليزية)